# René Gérard (propagandiste antisémite)
Pour les articles homonymes, voir Gérard et René Gérard.
René Gérard est un propagandiste antisémite français.
Commerçant prospère, louant des meubles et des accessoires pour décoration de films, René Gérard est un antisémite hargneux.
Il devient en 1942, secrétaire général de l'Institut d'étude des questions juives, officine de propagande antisémite française, subventionnée par les nazis, en remplacement de Paul Sézille. Il avait, pour cela, intrigué auprès du SS Theodor Dannecker pour l'éviction de son prédécesseur.